# Szabó Sándor (költő, 1970)
Szabó Sándor (Miskolc, 1970. november 14. –) magyar költő.
1988-tól ír verseket. 2001-től a MAIT (Magyar Alkotók Internetes Társulása Közhasznú Egyesület) elnöke.
Önállóan kiadott kötete Érzelmek (ISBN 9630494957) címmel jelent meg 1997-ben.
Egyéb versei a következő antológiákban szerepeltek: Úttalan utakon (HAT, 1998, ISBN 963035067X), Nyitott kapuk előtt (HAT, 2003, ISBN 963204584 X), Fényszületés (MAIT, 2003), Fény és árnyék (MAIT, 2004, ISBN 9632171233), Éneklem a tavaszt (MAIT, 2005, ISBN 9632190335), Nyitott szívvel (MAIT, 2006, ISBN 9632296478), Égtájak (HAT, 2007, ISBN 9638707100), Lázadó dalnok (HAT-MAIT, 2007, ISBN 9789630628075); társszerkesztésében jelent meg A csend hangjai. Antológia; szerk. Majorváry Szabó Sándor, Szabó Zsolt (MAIT, Kisgyőr, 2014).

## Díjak
- Lindák Mihály-dij (2006)
- Alkotói közösségünkért-díj arany fokozata (2006)
- Szerencs város és a HAT díszoklevele (2006).